# أميربك جورابويف
أميربك جورابويف (13 أبريل 1996 بدوشنبه في طاجيكستان - ) هو لاعب كرة قدم طاجيكي في مركز الوسط. لعب مع استقلال دوشنبه وKhayr Vahdat FK ‏.

## روابط خارجية
- أميربك جورابويف على موقع قاعدة بيانات كرة القدم.إي يو (الإنجليزية)
- أميربك جورابويف على موقع ناشيونال فوتبول تيمز (الإنجليزية)
- أميربك جورابويف على موقع Soccerway.com (الإنجليزية)